# Шкарбан Іван Григорович
Іван Григорович Шкарбан (жовтень 1912, село Киселівка Київської губернії, тепер Звенигородського району Черкаської області — 1973, місто Москва, тепер Російська Федерація) — радянський діяч, голова Новосибірського облвиконкому, голова Новосибірського міськвиконкому, 1-й секретар Гармського і Кулябського обкомів КП(б) Таджикистану. Депутат Верховної ради Таджицької РСР. Депутат Верховної ради Російської РФСР 3—4-го скликань. Член ЦК КП(б) Таджикистану в 1938—1948 роках.

## Біографія
Народився в бідній селянській родині. У 1926 році закінчив сім класів школи. З 1926 по 1927 рік працював підсобним робітником та учнем із рахівництва у Рушківському буряковому радгоспі Шполянського цукрового заводу. З 1927 по 1930 рік — учень Саливонської школи фабрично-заводського учнівства цукрової промисловості Білоцерківського округу. У 1928 році вступив до комсомолу.
З січня по квітень 1931 року працював слюсарем із монтажу Півненківського цукрового заводу на Харківщині. У 1931 році — інструктор слюсарного цеху школи фабрично-заводського учнівства «Київбуду».
У 1931 році переїхав до Ленінграда, працював слюсарем-монтажником Невського хімбудкомбінату. З жовтня 1931 по 1932 рік — звільнений секретар комітету ВЛКСМ Невського хімкомбінату в Ленінграді. У 1932 році — завідувач культурно-пропагандистського відділу Володарського районного комітету ВЛКСМ міста Ленінграда.
Член ВКП(б) з 1932 року.
З 1932 року — на комсомольській роботі в Таджицькій РСР. Працював заступником завідувача масово-економічного відділу ЦК ЛКСМ Таджикистану, завідувачем організаційного відділу Ходжентського (Ленінабадського) міського комітету ЛКСМ Таджикистану та заступником секретаря Ходжентського міського комітету ВЛКСМ з марксистсько-ленінського навчання.
На 1933—1934 роки — помічник начальника політичного відділу з комсомольської роботи Канібадамської машинно-тракторної станції (МТС) Таджицької РСР. Потім був секретарем Горно-Бадахшанського обласного комітету ЛКСМ Таджикистану.
З жовтня 1936 року — на партійній роботі в Таджицькій РСР. У 1936—1939 роках — 1-й секретар Комсомолабадського районного комітету КП(б) Таджикистану. До 1940 року — 2-й секретар Гармського окружного комітету КП(б) Таджикистану.
У 1940—1942 роках — 1-й секретар Гармського обласного комітету КП(б) Таджикистану. Працював заступником начальника будівництва дороги Сталінабад — Хорог з політичної частини. До 1943 року — начальник політичного управління Народного комісаріату землеробства Таджицької РСР.
У 1943 — серпні 1945 року — 1-й секретар Кулябського обласного комітету КП(б) Таджикистану.
З серпня 1945 по 1948 рік — слухач Вищої школи партійних організаторів (Вищої партійної школи) при ЦК ВКП(б).
У 1948—1950 роках — завідувач відділу партійних, профспілкових та комсомольських Новосибірського обласного комітету ВКП(б).
У лютому 1950—1951 роках — секретар Новосибірського обласного комітету ВКП(б).
З 8 січня по жовтень 1951 року — голова виконавчого комітету Новосибірської міської ради депутатів трудящих.
13 серпня 1951 — 6 серпня 1956 року — голова виконавчого комітету Новосибірської обласної ради депутатів трудящих.
У 1956—1958 роках — слухач курсів перепідготовки секретарів обкомів та ЦК компартій союзних республік при ЦК КПРС. У 1958—1961 роках — аспірант Академії суспільних наук при ЦК КПРС.
Помер у 1973 році в Москві.

## Нагороди
- орден Леніна (25.04.1941)
- орден Вітчизняної війни ІІ ст. (1.02.1945)
- орден Трудового Червоного Прапора
- два ордени «Знак Пошани» (17.10.1939, 1941)
- медаль «За доблесну працю у Великій Вітчизняній війні 1941—1945 рр.» (1945)
- медалі